# Малі Пузирки
Малі́ Пузи́рки, Пузирки — село в Україні, у Антонінській селищній громаді Хмельницького району Хмельницької області. Населення становить 538 осіб.

## Географія
Селом протікає річка Ікопоть.

## Історія
У 1906 році село Антонінської волості Ізяславського повіту Волинської губернії. Відстань від повітового міста 40 верст, від волості 8. Дворів 186, мешканців 1128.
7 (20) листопада 1917 року, відповідно до.Третього Універсалу Української Центральної Ради, увійшло до складу Української Народної Республіки.
12 червня 2020 року, відповідно до розпорядження Кабінету Міністрів України № 727-р «Про визначення адміністративних центрів та затвердження територій територіальних громад Хмельницької області», увійшло до складу Антонінської селищної громади.
19 липня 2020 року, після ліквідації Красилівського району, село увійшло до Хмельницького району.
До 2020 орган місцевого самоврядування — Ледянська сільська рада.

## Уродженці
- Василь Перебийніс (1896—1966) — український художник, учасник Перших визвольних змагань (1917—1920).
- Ігнат Андрійович Крупський у 1775 р. народився в родині священика Михайлівської церкви, дід Крупської Н. К.[5].